# Georg Simonis
Georg Simonis (* 3. April 1943 in Straßburg) ist ein deutscher Politikwissenschaftler.

## Leben
Georg Simonis studierte von 1964 bis 1969 Politikwissenschaft in Berlin und Genf (Thema der Diplomarbeit: Die Bedeutung des „System“-Begriffs für die empirische Analyse der internationalen Beziehungen). Danach war er zunächst Tutor für internationale Politik am Otto-Suhr-Institut der Freien Universität Berlin und anschließend wissenschaftlicher Mitarbeiter an der Universität Konstanz, wo er 1976 zum Thema Außenpolitik und Abschreckung promovierte. 1981 folgte die Habilitation zum Thema Der Staat im Entwicklungsprozess peripherer Gesellschaften – die Schwellenländer im internationalen System.
Von 1983 bis 1984 war Simonis wissenschaftlicher Mitarbeiter am Institut für politische Wissenschaft der Universität Darmstadt. Anschließend übernahm er bis 1986 die Vertretung einer Professur für Politikwissenschaft an der Universität Duisburg. Von 1986 bis 1989 war er Geschäftsführender Leiter des Projektträgers für das NRW-Landesprogramm Mensch und Technik, danach Abteilungsleiter am Institut Arbeit und Technik des Wissenschaftszentrum NRW. Ab 1992 war Simonis Professor an der Fernuniversität in Hagen (1992–2003: Professur für Internationale Politik/Vergleichende Politikwissenschaft, 2003–2005 Professur für Internationale Politik und Systemvergleich, 2006–2008: Professur für Internationale Konflikte und Umweltpolitik).
Seit August 2008 ist Georg Simonis im Ruhestand.

## Leistungen
Zu den Schwerpunktthemen von Georg Simonis zählten neben der Technikforschung (Innovationspolitik, Technikfolgenabschätzung und Technikfolgenbewertung) die Analyse der europäischen Außenpolitik. Darüber hinaus kooperierte er viele Jahre in Forschung und Lehre mit dem Historiker und Politologen Joseph Kostiner von der Universität Tel Aviv.
An der Fernuniversität Hagen setzte sich Georg Simonis aktiv für den Aufbau der politikwissenschaftlichen Studiengänge ein. Insbesondere ist ihm die Einrichtung des interdisziplinären Fernstudiums der Umweltwissenschaften („infernum“) zu verdanken, das die Fernuniversität seit dem Wintersemester 2000/2001 zusammen mit dem Fraunhofer-Institut UMSICHT anbietet.
Georg Simonis ist Mitglied des Arbeitskreises Technikfolgenabschätzung und -bewertung des Landes NRW (AKTAB) und der Deutschen Vereinigung für Politische Wissenschaft. Außerdem ist er Mitherausgeber der Lehrbuchreihe Grundwissen Politik.

## Veröffentlichungen (Auswahl)
- Global Governance. Entstehung – Institutionen – Analyse. VS-Verlag, Wiesbaden 2022.
- mit Helmut Elbers: Studium und Arbeitstechniken der Politikwissenschaft. Leske + Budrich, Opladen 2003.
- mit Arthur Benz, Susanne Lütz, Uwe Schimank: Handbuch Governance. Theoretische Grundlagen und empirische Anwendungsfelder, VS-Verlag, Wiesbaden 2007.
- mit Thomas Walter (Hrsg.): LernOrt Universität – Umbruch durch Internationalisierung und Multimedia. VS-Verlag, Wiesbaden 2006.
- mit Renate Martinsen, Thomas Saretzki (Hrsg.): Politik und Technik – Analysen zum Verhältnis von technologischem, politischem und staatlichem Wandel am Anfang des 21. Jahrhunderts. PVS-Sonderheft 31/2000, Westdeutscher Verlag, Wiesbaden.
- mit Renate Martinsen (Hrsg.): Demokratie und Technik, (k)eine Wahlverwandtschaft? Leske + Budrich, Opladen 2000.
- mit Stephan Bröchler, Karsten Sundermann (Hrsg.): Handbuch Technikfolgenabschätzung. 3 Bände. Edition Sigma, Berlin 1999.
- Deutschland nach der Wende. Neue Politikstrukturen. Leske + Budrich, Opladen 1998.
- mit Stephan Bröchler (Hrsg.): Perspektiven der Technikfolgenabschätzung und -gestaltung in Nordrhein-Westfalen. Schriftenreihe des Arbeitskreises Technikfolgenabschätzung und -bewertung des Landes NRW, Heft 2, FernUniversität Hagen.